# Химна Венецуеле
Слава храбром народу (шп. Gloria al Bravo Pueblo) је национална химна Венецуеле од 1881. године. 

## Стихови на кастиљанском
Рефрен:

Gloria al bravo pueblo 

que el yugo lanzó 

la ley respetando 

la virtud y honor. 

(Рефрен)
¡Abajo cadenas! 

(поновити) 

gritaba el Señor

(поновити) 

y el pobre en su choza 

libertad pidió 

A este santo nombre

(поновити) 

tembló de pavor 

el vil egoísmo 

que otra vez triunfó. 

(поновити задња 2 стиха)
Рефрен
Gritemos con brío:

(поновити) 

¡Muera la opresión!

(поновити) 

Compatriotas fieles, 

la fuerza es la unión; 

y desde el Empíreo

(поновити) 

el Supremo Autor, 

un sublime aliento 

al pueblo infundió. 

(поновити задња два стиха)
Рефрен
Unida con lazos

(поновити) 

que el cielo formó

(поновити) 

la América toda 

existe en nación. 

Y si el despotismo

(поновити) 

levanta la voz 

seguid el ejemplo 

que Caracas dio. 

(поновити задња два стиха)
Рефрен